# 8483 Kinwalaniihsia
8483 Kinwalaniihsia eller 1988 SY1 är en asteroid i huvudbältet som upptäcktes den 16 september 1988 av den amerikanska astronomen Schelte J. Bus vid Cerro Tololo. Den är uppkallad efter Daryl Baldwin.
Asteroiden har en diameter på ungefär 4 kilometer.